# エルシー・トンプソン
エルシー・トンプソン（Elsie Thompson、1899年4月5日 - 2013年3月21日）は、アメリカ合衆国の長寿の人物。2013年1月2日から死去までアメリカ最高齢であったとされたが、2014年7月4日に彼女より年長のガートルード・ウィーバーの年齢が認定されたことにより、アメリカ最高齢にはなれなかったことが判明している。
1899年4月5日生まれ。1921年、のちにペンシルベニア州選出の下院議員を22年間務めるロン・トンプソン（1986年死去）と結婚。フロリダ州タンパ在住であった。鶏肉や鮭以外の肉類は口にせず、コーヒーやクッキーを嗜む。長寿の秘訣は「人を愛すること」だという。 

## 長寿記録
- 2010年12月31日 - オニー・ポンダー[1]の死去に伴い、フロリダ州最高齢の人物となる。

- 同年3月21日 - 113歳350日で死去。